# Polygrammodes koepekei
Polygrammodes koepekei là một loài bướm đêm trong họ Crambidae.